# Susanne Sailer
Susanne Sailer (13 de marzo de 1983) es una deportista alemana que compite en vela en la clase Europe. Ganó una medalla de plata en el Campeonato Mundial de Europe de 2025.

## Palmarés internacional
| Campeonato Mundial | Campeonato Mundial | Campeonato Mundial | Campeonato Mundial |
| Año                | Lugar              | Medalla            | Clase              |
| ------------------ | ------------------ | ------------------ | ------------------ |
| 2025               | Torbole (Italia)   | Medalla de plata   | Europe             |